# Tobias Willers
Tobias Willers (Hasade, 1987. április 21. –) német labdarúgó, hátvéd.

## Pályafutása
Négyévesen szülővárosában kezdett el focizni, a TuS Hasede csapatában. Ezt követően a Hildesheim ifjúsági csapatának lett a játékosa. Tizenöt éves kora előtt a Hannover 96 akadémiájára került. A második csapatban alapember lett, de a felnőtt csapat színeiben nem lépett pályára egyszer sem a Bundesligában. 2007-ben csatlakozott a Hessen Kassel csapatához, amely a Regionalligában szerepelt. Egy év után távozott és a Wuppertaler SV klubjának a játékosa lett. 2009-ben a csapat pénzügyi problémái miatt távozott a klubtól.
Ezek után a Sportfreunde Lotte labdarúgója lett két éven keresztül. A második szezonjában a klubnál 7 gólt szerzett. 2011 nyarán aláírt a Rot-Weiß Oberhausen csapatához, ahol egy éven keresztül szerepelt, majd visszatért előző együtteséhez a Sportfreunde Lotte csapatához. Itt egy szezont töltött el, de ismét gólerősen játszott és 8 gól került a szezon során a neve mellé. 2013 nyarán aláírt az RB Leipzig csapatához. Első évében a 3. Liga ezüstérmeseként feljutott csapatával a Bundesliga 2-be. 2014 nyarán a VfL Osnabrück csapatába igazolt. 2017 októberében aláírt a Viktoria Köln együtteséhez. 2020 júliusában bejelentette, hogy a szezon végén befejezi játékoskarrierjét.

## Statisztika
| Klub                | Szezon   | Bajnokság | Bajnokság | Kupa  | Kupa | Nemzetközi | Nemzetközi | Összesen | Összesen |
| Klub                | Szezon   | Mérk.     | Gól       | Mérk. | Gól  | Mérk.      | Gól        | Mérk.    | Gól      |
| ------------------- | -------- | --------- | --------- | ----- | ---- | ---------- | ---------- | -------- | -------- |
| Hannover 96 II      | 2005-06  | 29        | 4         | 0     | 0    | -          | -          | 29       | 4        |
| Hannover 96 II      | 2006-07  | 30        | 0         | 0     | 0    | -          | -          | 30       | 0        |
| Hannover 96         | 2006-07  | 0         | 0         | 0     | 0    | -          | -          | 0        | 0        |
| Hessen Kassel       | 2007-08  | 29        | 1         | 0     | 0    | -          | -          | 29       | 1        |
| Wuppertaler SV      | 2008-09  | 27        | 1         | 0     | 0    | -          | -          | 27       | 1        |
| Sportfreunde Lotte  | 2009-10  | 22        | 1         | 0     | 0    | -          | -          | 22       | 1        |
| Sportfreunde Lotte  | 2010-11  | 27        | 7         | 0     | 0    | -          | -          | 27       | 7        |
| Rot-Weiß Oberhausen | 2011-12  | 34        | 3         | 0     | 0    | -          | -          | 34       | 3        |
| Sportfreunde Lotte  | 2012-13  | 36        | 8         | 0     | 0    | -          | -          | 36       | 8        |
| RB Leipzig          | 2013-14  | 18        | 1         | 1     | 0    | -          | -          | 19       | 1        |
| RB Leipzig          | 2014-15  | 0         | 1         | 0     | 0    | -          | -          | 1        | 0        |
| VfL Osnabrück       | 2014-15  | 26        | 1         | 0     | 0    | -          | -          | 26       | 1        |
| VfL Osnabrück       | 2015-16  | 36        | 1         | 1     | 0    | -          | -          | 37       | 1        |
| VfL Osnabrück       | 2016-17  | 32        | 2         | 0     | 0    | -          | -          | 32       | 2        |
| Viktoria Köln       | 2017-18  | 21        | 4         | 0     | 0    | -          | -          | 26       | 1        |
| Viktoria Köln       | 2018-19  | 7         | 1         | 1     | 0    | -          | -          | 29       | 4        |
| Összesen            | Összesen | 374       | 36        | 3     | 0    | 0          | 0          | 377      | 36       |